# Taudactylus
Taudactylus és un gènere de granotes de la família Myobatrachidae que es troba a l'est d'Austràlia.

## Taxonomia
| Nom comú | Nom binomial                                          |
| -------- | ----------------------------------------------------- |
|          | Taudactylus acutirostris (Andersson, 1913)            |
|          | Taudactylus diurnus (Straughan & Lee, 1966) -extinta- |
|          | Taudactylus eungellensis (Liem & Hosmer, 1973)        |
|          | Taudactylus liemi (Ingram, 1980)                      |
|          | Taudactylus pleione (Czechura, 1986)                  |
|          | Taudactylus rheophilus (Liem & Hosmer, 1973)          |